# Gisbert Swartendijk Stierling

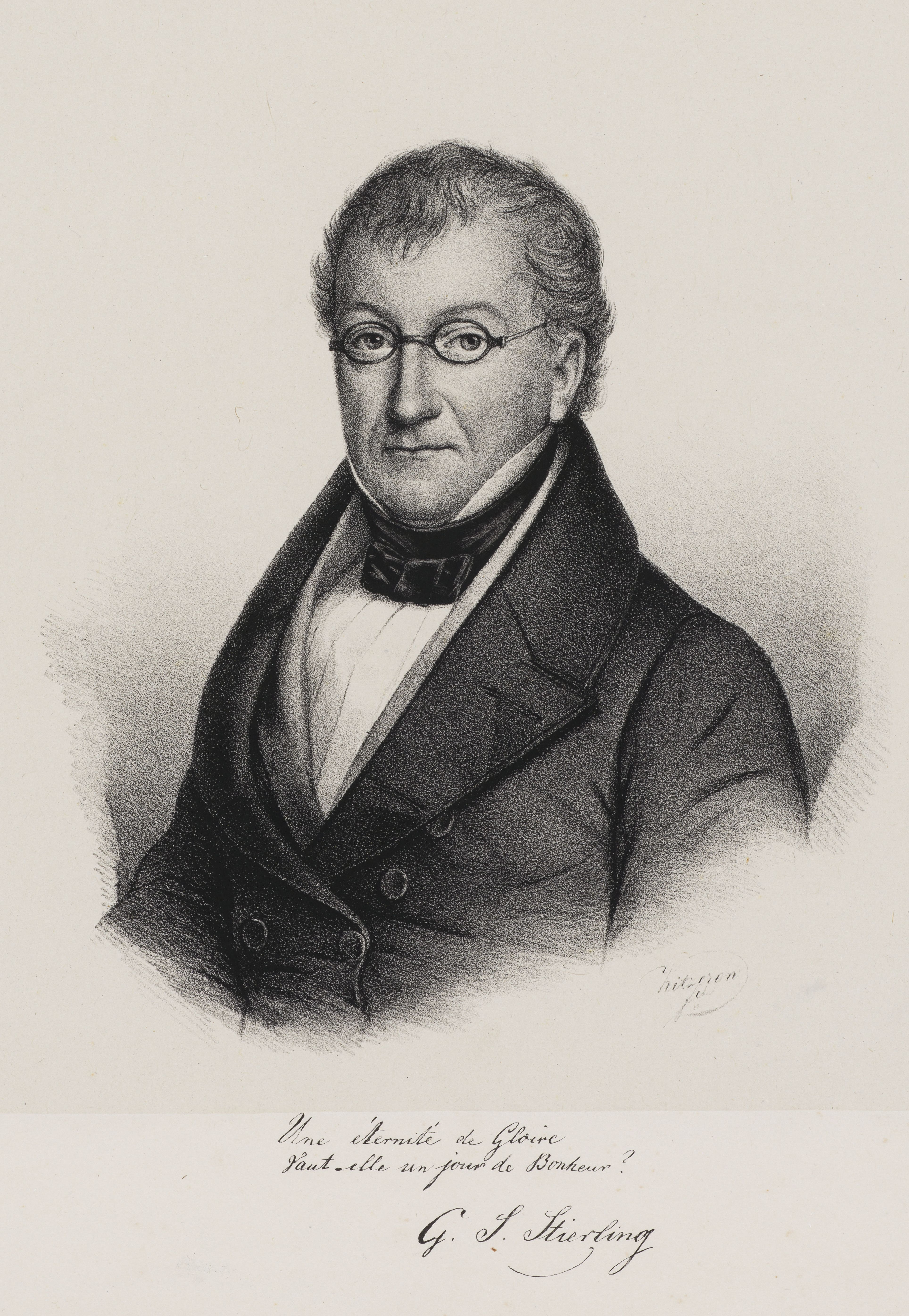
Lithographie von Carl Heinrich Kitzerow

Gisbert Swartendijk Stierling, auch Gysbert Swartendyk, Gijsbert Swartendijk (* 6. Januar 1787 in Woerden; † 28. Mai 1857  auf Kressin) war ein niederländisch-deutscher Mediziner und zeitweilig Badearzt in Travemünde.

## Leben
Er studierte an der Universität Leiden und wurde hier am 21. Oktober 1806 zum Dr. med. promoviert. Der Travemünder Badearzt Heinrich Wilhelm Danzmann holte ihn als seinen Assistenten an die Seebadeanstalt Travemünde. Nach Ende der Badesaison 1815 ließ er sich als praktischer Arzt in Wandsbek nieder; 1817 zog er nach Hamburg. 1835 gab er aus Gesundheitsgründen seine Praxis auf und zog zu seinem Sohn Johann Georg Stierling auf das Gut Kressin bei Goldberg.
Er war zunächst mit Ariana Maria, geb. Smits, und dann mit Anna Sophia Magdalene geb. Voet, verheiratet. Mit seiner zweiten Frau unterhielt er 1845 noch eine Wohnung in Lübeck, Mühlenstraße JohQ 921/922 (heute: Mühlenstr. 5/7). Ein Sohn aus der ersten Ehe, Hubert Griffioen Stierling (1811–1872), wurde ebenfalls Arzt in Hamburg. Hubert Stierling war sein Urenkel.
Neben medizinischen Abhandlungen verfasste er Gedichte und war 1818 bis 1820 Herausgeber zweier Zeitschriften.
Die Staats- und Universitätsbibliothek Hamburg verwahrt eine Porträt-Lithographie Stierlings von Carl Heinrich Kitzerow (1799–1874).

## Auszeichnungen
- 1825 Titel Großherzoglich mecklenburg-schwerinscher Hofrath

## Werke
- De coenaesthesi atque ejus aberratione a statu normali. Diss. Leiden 1806
- Aan mynen waarden vriend P. W. Keuchenius, bij zijne bevoordering tot doctor in de geneeskunde, den 31. mey 1806. (Digitalisat)
- Proeve eener oordeelkundige beschouwing van sommige belangrijke onderwerpen betrekkelijk de ziekte der geleerden, van mr. W. Bilderdijk. Amsterdam: Immerzeel en comp. 1809 (Digitalisat)
- Aan de Hollandsche natie, na den veldslag bij Leipzig: dichtstukje. 1813
- Ideen über Indication, Wirkung und richtigen Gebrauch der Seebäder nebst historisch topographischen Notizen über die Seebadeanstalt Travemünde. Lübeck 1815, 2. Auflage Hamburg 1816
- Annalen des Seebades Travemünde im Sommer 1815. Lübeck 1816
- (mit  Anthonij Moll) Het zee-bad, of Overzigt over den oorsprong en de nuttigheid der baden in het algemeen : benevens eene meer opzettelijke beschouwing van den invloed der zeebaden in het bijzonder, of de bevordering of herstelling der gezondheid, door geneeskundige waarnemingen gestaafd : met een aanhangsel nopens de nieuwe zeebad-inrigting te Scheveningen. Dordrecht: Blussé en Van Braam 1819 (Digitalisat)
- Ints over de cholera, zooals dezelve binnen Hamburg is waargenomen: briefsgewijze medegedeeld aan J.A. van Bemmelen. Haarlem: Wed. A. Loosjes Pz. 1831
- Gedichte. Lübeck 1857

### Herausgeber
- Die Parzen oder gemeinnützige Blätter zur Beförderung der Aufklärung, der Gesundheit und des Frohsinns. Hamburg 1818
- Allgemeine Gesundheitszeitung oder Sammlung nützlicher Aufsätze, Ideen, Rathschläge und Erfindungen der früheren und späteren Zeit.  Hamburg 1.1818/19 - 2.1819/20 (mehr nicht erschienen)